# Campeonato Amazonense de Futebol de 2020 - Segunda Divisão
A Série B do Campeonato Amazonense de Futebol de 2020 é a 29ª edição da competição que dará acesso à Primeira Divisão do Barezão de 2021 e é realizada entre 17 de Outubro e 22 de Novembro de 2020, com a participação de 7 equipes, contando com a estreia profissional de dois clubes: Atlético Amazonense e JC Futebol Clube.

## Formato e Regulamento
Os clubes jogam entre si em turno único, passando os quatro melhores para a disputa das Semifinais, que definirão os clubes a subir de divisão e disputar a final. Em seguida será disputada a final. Os melhores pontuados tem a vantagem de jogar pelo empate na partida única das decisões.

## Equipes Participantes

### Rebaixados
| Pos. | Rebaixados da Série A de 2019 |
| ---- | ----------------------------- |
| 7º   | Rio Negro-AM                  |
| 8º   | Sul América                   |

Abaixo a lista dos clubes participantes do campeonato realizado no segundo semestre de 2020. As 6 equipes tiveram participação confirmada pela Federação Amazonense de Futebol. O Sul América estava inscrito na competição porém posteriormente desistiu alegando dificuldades financeiras relacionadas à pandemia de COVID-19 no estado.
| Baixa | Equipes rebaixadas da Série A de 2019 |

## Primeira Fase
A O Tarumã foi punido com a perda de 6 pontos por ter entrado em campo sem ter feito exames para a Covid-19 em seu elenco na primeira rodada. 
Todos os jogos seguirão o horário local padrão (UTC−3).

#### 1ª Rodada
| 17 de outubro de 2020 | 15:00 | Clipper | 3-0 | Atlético Amazonense | Estádio Carlos Zamith, Manaus |

| 17 de outubro de 2020 | 15:00 | JC | 0-1 | Tarumã | Estádio Floro de Mendonça, Itacoatiara |

| 17 de outubro de 2020 | 15:00 | Rio Negro-AM | 3-2 | CDC/Novo Aripuanã | Estádio Carlos Zamith, Manaus |

#### 2ª Rodada
| 20 de outubro de 2020 | 20:00 | Tarumã | 1-1 | Atlético Amazonense | Estádio Carlos Zamith, Manaus |

| 21 de outubro de 2020 | 15:00 | Clipper | 3-2 | CDC/Novo Aripuanã | Estádio Carlos Zamith, Manaus |

| 21 de outubro de 2020 | 15:00 | JC | 2-1 | Rio Negro-AM | Estádio Floro de Mendonça, Itacoatiara |

#### 3ª Rodada
| 24 de outubro de 2020 | 15:30 | Clipper | 0-3 | JC | Estádio Carlos Zamith, Manaus |

| 24 de outubro de 2020 | 19:00 | Tarumã | 3-2 | Rio Negro-AM | Estádio Carlos Zamith, Manaus |

| 24 de outubro de 2020 | 15:30 | CDC/Novo Aripuanã | W.O.(3-0) | Atlético Amazonense | Estádio Gerdílson Bentes, Borba |

#### 4ª Rodada
| 01 de novembro de 2020 | 15:30 | Rio Negro-AM | 1-1 | Clipper | Estádio Carlos Zamith, Manaus |

| 01 de novembro de 2020 | 15:30 | JC | W.O.(3-0) | Atlético Amazonense | Estádio Floro de Mendonça, Itacoatiara |

| 01 de novembro de 2020 | 17:30 | Tarumã | 3-0 | CDC/Novo Aripuanã | Estádio Carlos Zamith, Manaus |

#### 5ª Rodada
| 03 de novembro de 2020 | 15:30 | CDC/Novo Aripuanã | 0-0 | JC | Estádio Gerdílson Bentes, Borba |

| 06 de novembro de 2020 | 15:30 | Clipper | 1-1 | Tarumã | Estádio Carlos Zamith, Manaus |

| 06 de novembro de 2020 | 15:30 | Rio Negro-AM | 5-1 | Atlético Amazonense | Estádio Ismael Benigno, Manaus |